# Progressione del record mondiale della marcia 50 km maschile

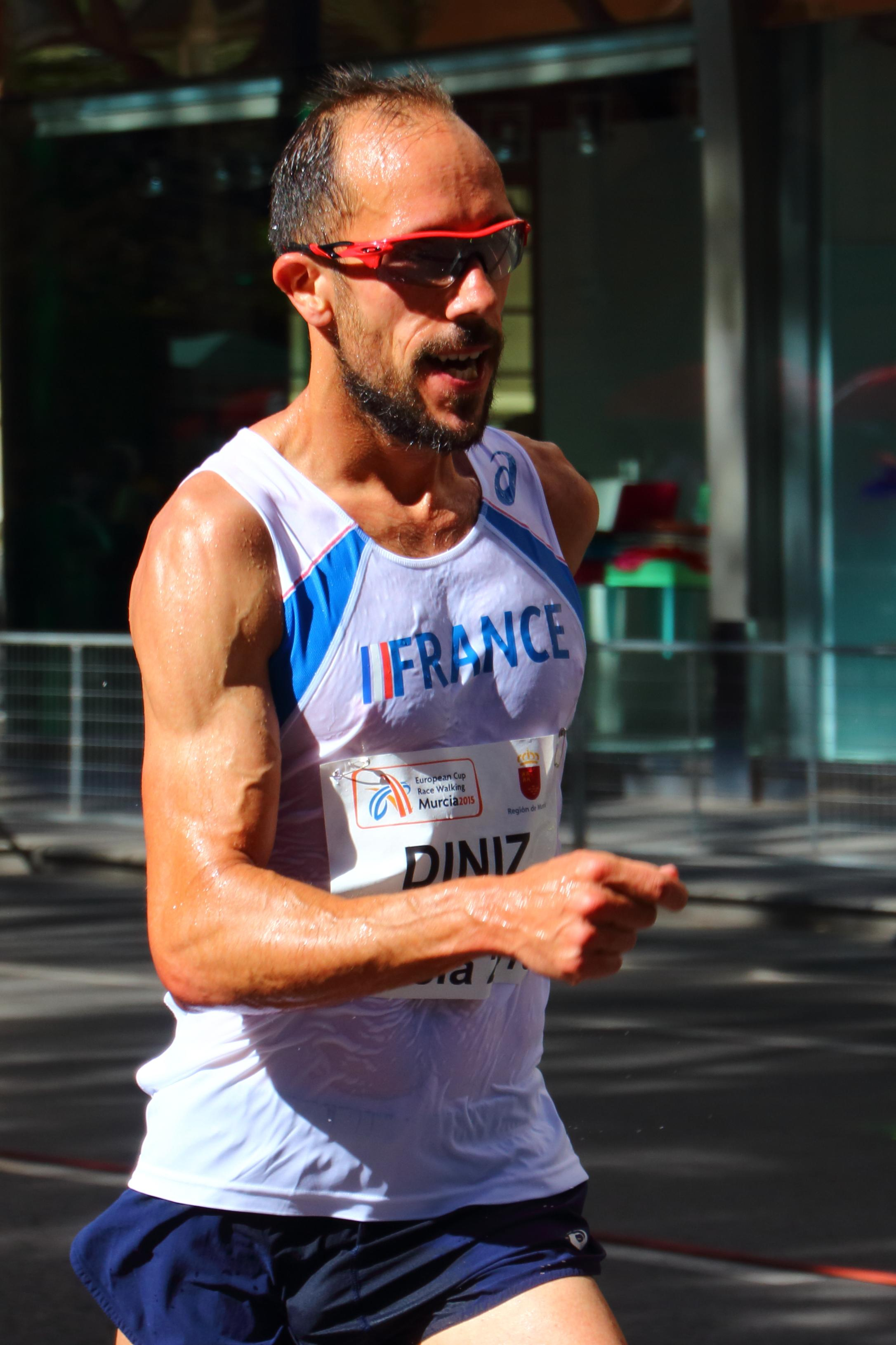
Yohann Diniz, detentore del record mondiale della specialità

La voce seguente illustra la progressione del record mondiale della marcia 50 km maschile di atletica leggera.
Come in tutte le specialità su strada i record mondiali sono stati riconosciuti dalla federazione internazionale di atletica leggera a partire dal 1º gennaio 2004. Ad oggi, la World Athletics ha ratificato ufficialmente 4 record mondiali di specialità.

## Progressione
| Tempo                            | Atleta              | Nazione          | Luogo | Data              | Note |
| -------------------------------- | ------------------- | ---------------- | --- | ----------------- | ---- |
| Non ratificata                   |                     |                  | |                   |      |
| 4h40'15"                         | Hermann Müller      | Germania         | Monaco, Germania | 7 settembre 1921  |      |
| 4h36'22"                         | Karl Hähnel         | Germania         | Berlino, Germania | 20 settembre 1924 |      |
| 4h34'03"                         | Paul Sievert        | Germania         | Monaco, Germania | 5 ottobre 1924    |      |
| 4h30'22"                         | Romano Vecchietti   | Italia           | Roma, Italia | 16 settembre 1928 |      |
| 4h26'41"                         | Edgar Bruun         | Norvegia         | Oslo, Norvegia | 28 giugno 1936    |      |
| 4h24'47"                         | Viggo Ingvorsen     | Danimarca        | Odense, Danimarca | 17 agosto 1941    |      |
| 4h23'40"                         | Josef Doležal       | Cecoslovacchia   | Poděbrady, Cecoslovacchia | 4 agosto 1946     |      |
| 4h23'14"                         | Josef Doležal       | Cecoslovacchia   | Poděbrady, Cecoslovacchia | 24 agosto 1952    |      |
| 4h20'30"                         | Vladimir Uchov      | Unione Sovietica | [[File: Flag of the Soviet Union (1936 – 1955).svg\|class=noviewer\| Unione Sovietica (bandiera)\|border\|20x16px]] Leningrado, Unione Sovietica | 29 agosto 1952    |      |
| 4h16'06"                         | Josef Doležal       | Cecoslovacchia   | Poděbrady, Cecoslovacchia | 12 settembre 1954 |      |
| 4h07'29"                         | Anatoliy Yegorov    | Unione Sovietica | Tbilisi, Unione Sovietica | 17 novembre 1955  |      |
| 4h05'13"                         | Grigoriy Klimov     | Unione Sovietica | Mosca, Unione Sovietica | 10 agosto 1956    |      |
| 4h03'53"                         | Anatoliy Vedyakov   | Unione Sovietica | Mosca, Unione Sovietica | 13 agosto 1959    |      |
| 4h03'02"                         | Abdon Pamich        | Italia           | Ponte San Pietro, Italia | 16 ottobre 1960   |      |
| 4h01'39"                         | Grigoriy Klimov     | Unione Sovietica | Leningrado, Unione Sovietica | 17 agosto 1961    |      |
| 4h00'50"                         | Mikhail Lavrov      | Unione Sovietica | Kazan', Unione Sovietica | 5 settembre 1961  |      |
| 3h55'36"                         | Gennadiy Agapov     | Unione Sovietica | Alma-Ata, Unione Sovietica | 17 ottobre 1965   |      |
| 3h52'45"                         | Bernd Kannenberg    | Germania Ovest   | Brema, Germania Ovest | 27 maggio 1972    |      |
| 3h45'52"                         | Raúl González       | Messico          | Città del Messico, Messico | 23 aprile 1978    |      |
| 3h41'20"                         | Raúl González       | Messico          | Poděbrady, Cecoslovacchia | 11 giugno 1978    |      |
| 3h40'46"                         | José Marín          | Spagna           | Valencia, Spagna | 13 marzo 1983     |      |
| 3h38'31"                         | Ronald Weigel       | Germania Est     | Berlino Est, Germania Est | 20 luglio 1984    |      |
| 3h38'17"                         | Ronald Weigel       | Germania Est     | Potsdam, Germania Est | 25 maggio 1986    |      |
| 3h37'41"                         | Andrej Perlov       | Unione Sovietica | Leningrado, Unione Sovietica | 5 agosto 1989     |      |
| 3h37'26"                         | Valerij Spicyn      | Russia           | Mosca, Russia | 21 maggio 2000    |      |
| 3h36'39"                         | Robert Korzeniowski | Polonia          | Monaco, Germania | 8 agosto 2002     |      |
| Ratificata dalla World Athletics |                     |                  | |                   |      |
| 3h36'03"                         | Robert Korzeniowski | Polonia          | Saint-Denis, Francia | 27 agosto 2003    |      |
| 3h35'47"                         | Nathan Deakes       | Australia        | Geelong, Australia | 2 dicembre 2006   |      |
| 3h34'14"                         | Denis Nižegorodov   | Russia           | Čeboksary, Russia | 11 maggio 2008    |      |
| 3h32'33"                         | Yohann Diniz        | Francia          | Zurigo, Svizzera | 15 agosto 2014    |      |